# Gale Hawthorne
Gale Hawthorne es uno de los personajes secundarios de la trilogía de libros Los Juegos del Hambre de la escritora Suzanne Collins. La saga, la cual consta de las novelas: Los Juegos del Hambre, En llamas y Sinsajo, es relatada desde el punto de vista de Katniss Everdeen. Es un chico de dieciocho años de edad, tiene  cabello oscuro y ojos grises. Es el mejor amigo de Katniss y compañero de caza furtiva. Para no levantar sospechas en la tan promocionada relación amorosa entre ella y Peeta Mellark, Gale es presentado como el primo de Katniss, debido a su parecido físico.
Gale tiene tres hermanos: Rory, de doce años, Vick, de 10 años, y la única chica, Posy, de cuatro años. Su madre se llama Hazelle Hawthorne.
Intentando apoyar a su familia tras la muerte de su padre en la misma mina que mató al padre de Katniss, Gale tuvo que pedir muchas teselas. (Esta 42 veces en la cosecha) Tiene diecisiete años, posiblemente ya diecinueve en los capítulos de “En llamas” y “Sinsajo”. Suele cazar a menudo, la mayoría de veces con Katniss, siendo de ese modo como se conocieron. 
Cuando Katniss tenía doce años y él catorce, los padres de ambos murieron en un accidente minero, y pronto se convirtieron en compañeros de caza. Katniss dice que a los catorce, “Gale ya parecía un hombre”. Se menciona más tarde que medía un metro ochenta y algo. Al igual que mucha gente en la Veta, tiene la piel olivácea, pelo liso oscuro y ojos grises. Admite haberse enamorado de Katniss en “En Llamas”, y su relación crece en cada libro. Odia al Capitolio y tiene cicatrices de cuando fue azotado en “En Llamas” por un agente de la paz, tras haber sido pillado cazando ilegalmente.
Gale es presentado en “Los Juegos del Hambre” cuando llega de entre los árboles y le muestra a Katniss un pedazo de pan que ha conseguido del intercambio de una ardilla con el padre de Peeta, que es panadero. Los dos hablan de los Juegos y de la Cosecha mientras comen el pan en el bosque.
Los tributos del Distrito 12 son Katniss Y Peeta, entonces Katniss le dice a Gale que cuide de su familia. Al final de Los juegos del hambre cuando se presentan a los vencedores siendo Katniss y Peeta se lo ve desde lejos a Gale sujetando a Prim la hermana menor de Katniss y junto a la madre de la misma.
En llamas: Gale se vuelve a encontrar con Katniss después de que ella dio el tour de la victoria y le da un beso, siendo vistos por una cámara de Snow. Después de todo eso llegan Agentes de la Paz para destruir el Distrito 12 y Gale caza un pavo silvestre siendo visto por el nuevo jefe de los Agentes, tomando como consecuencia de que le den latigazos en la espalda. Katniss defiende a Gale y este jefe le da un latigazo en el rostro.  Viene Peeta y Haymitch a defenderlos, tomando en cuenta de que Snow estaba viendo todo. Al final cuando rescatan a los supervivientes de los 75 Juegos del Hambre, Gale le dice a Katniss que han destruido todo el Distrito 12, que ya no hay nada, excepto por la aldea de los vencedores. Katniss comienza a llorar y a pensar en querer matar a Snow.